# Tsuruoka
Tsuruoka (Japans: 鶴岡市, Tsuruoka-shi) is een havenstad aan de Japanse zee in de prefectuur Yamagata in het noorden van Honshu, Japan. De stad heeft een oppervlakte van 1.311,49 km² en begin 2008 bijna 140.000 inwoners. Behalve een haven heeft Tsuruoka ook lokaal populaire stranden zoals Yunohama (湯の浜) en Sanze (三瀬).

## Geschiedenis
Tsuruoka werd op 1 oktober 1924 een stad (shi).
Op 1 april en 29 juli 1955 zijn samen negen dorpen en één gemeente aan Tsuruoka toegevoegd.
Op 1 september 1963 werd de gemeente Ōyama aan Tsuruoka toegevoegd.
Na de samenvoeging op 1 oktober 2005 met de omliggende gemeentes Fujishima, Haguro, Kushibiki en Asahi (allen van het District Higashitagawa) en de gemeente Atsumi van het District Nishitagawa werd Tsuruoka de in omvang tweede stad van de prefectuur Yamagata.
Op 1 februari 2007 werd de gemeente Mikawa aangehecht bij de stad Tsuruoka.

## Verkeer
Tsuruoka ligt aan de Uetsu-hoofdlijn en aan de oostelijke en westelijke Rikū-lijn van de East Japan Railway Company.
Tsuruoka ligt aan de Yamagata-snelweg en aan de autowegen 7, 112 en 345.

## Universiteiten
Tsuruoka heeft meerdere universiteiten:
- Universiteit van Yamagata, Landbouwfaculteit
- Keio Universiteit, instituut voor biowetenschappen
- Universiteit van Tohoku, sociale wetenschappen
- Tsuruoka Nationale Technische College

## Bezienswaardigheden en evenementen
- Yamabushi training in het Ideha Cultuurmuseum (いでは文化記念館, Ideha Bunka Kinenkan) - medio september
- de berg Haguro (羽黒山, Haguro-san)
- de "Vijf verdiepingen Pagode (五重塔, Gojuto)
- Zenpo tempel (善宝寺, Zenpo Ji)
- Chido museum (致道博物館, Chido Hakubutsu-kan)
- Shonai jinja (荘内神社, Shonai Jinja)
- Yutagawa onsen (湯田川温泉, Yutagawa onsen)
- Yunohama onsen (湯の浜温泉, Yunohama onsen)
- Dewa-no-Yuki Shuzo Museum (出羽ノ雪酒造資料館, Dewa-no-Yuki Syuzo Shiryo-kan)
- Dewa Shonai International Forum en het imposante Amazon Folk Museum

- Saitansai (Nieuwjaarsceremonie) in de Haguro jinja
- Ogisai Kurokawa Noh (Noh Festival) in Kushibiki - 1 en 2 februari
- Oyama Sake Festival - medio februari
- Yudono Ski Festival bij de berg Yudono - tweede helft februari
- Tsuruoka Hinamatsuri in de Shonai jinja en het Chido Museum - maart
- Tsuruoka Sakura Festival in het Tsuruoka Park - tweede helft april
- Tulpenfestival in het Ikoi dorp Shonai - eind april - begin mei
- Ceremonie voor vrouwen en kinderen in de Haguro jinja - 5 mei
- Tenjin Festival (Monsterfestival) - 25 mei
- Oyama hondenfestival - 5 juni
- Yutagawa onsen Hotaru Matsuri (Vuurvliegfestival) - 15 juni tot 10 augustus
- Gassan jinja Festival op de berg Gassan - 15 juli
- Akagawa Vuurwerkfestival - medio augustus
- Oku no Hosomichi Nationale Haiku Competitie in het Ideha Bunka Kinenkan - medio september
- Shonai Hyakuman-goku festival - begin november

## Stedenbanden
Tsuruoka heeft een stedenband met
- New Brunswick (New Jersey), Verenigde Staten, sinds 10 juni 1960;
- La Foa, Nieuw-Caledonië (Frans gebiedsdeel), sinds 9 februari 1995.

## Aangrenzende steden
- Sakata
- Murakami

## Geboren in Tsuruoka
- Kashiwado Tsuyoshi (sumoworstelaar)
- Kōichi Katō (politicus)
- Takayama Chogyū (auteur)
- Shuichi Nakamura (econoom)
- Shuhei Fujisawa (auteur)
- Toshio Mashima (21 februari 1949), componist, muziekpedagoog en trombonist
- Ishirō Honda (filmregisseur)